# Reprezentacja Armenii w piłce wodnej kobiet
Reprezentacja Armenii w piłce wodnej kobiet – zespół, biorący udział w imieniu Armenii w meczach i sportowych imprezach międzynarodowych w piłce wodnej, powoływany przez selekcjonera, w którym mogą występować wyłącznie zawodnicy posiadający obywatelstwo armeńskie. Za jej funkcjonowanie odpowiedzialny jest Armeński Związek Pływacki i Sportów Wodnych (WKSSAA), który jest członkiem Międzynarodowej Federacji Pływackiej.